# Вознесенский храм (Головкино)

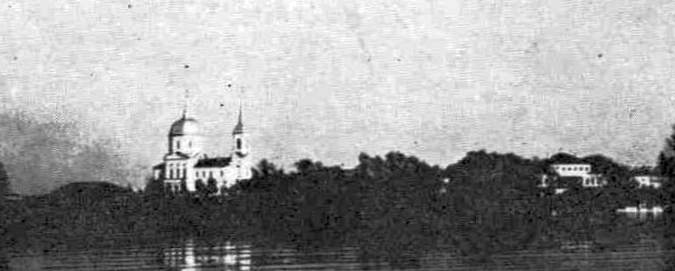
Вознесенская церковь и усадьба Наумовых в с. Головкино.

Церковь Вознесения Господня — утраченный православный храм в селе Головкино Ульяновской области. Разрушен в 1955 году в связи с затоплением села Куйбышевским водохранилищем.

## История
Первая деревянная церковь во имя Вознесения Господня в Головкине была построена хозяином села графом Гавриилом Ивановичем Головкиным в начале XVIII века, поэтому село стало называться Вознесенское.
В 1785 году, в замен старой обветшавшей церкви, на средства графа Григория Орлова, была построена каменная двухэтажная двухпрестольная церковь во имя Вознесения Господня и Иоанна Богослова. Храм был построен по проекту Василия Баженова. По другой версии — архитектор К. И. Бланк.
К приходу была приписана деревня Малиновка.
С 1933 года храм неоднократно закрывался и открывался, окончательно был закрыт в 1937 году, взорван в 1955 году. К 1956 году жители Головкино переселились из зоны затопления Куйбышевской ГЭС преимущественно в соседнее село Кремёнки. Прежнее место ушло под воду не полностью, значительная часть бывшего села и фундамент церкви оказалась на Большом острове Головкинских островов.

## Духовенство
- Священник Стефан Иванович Козловский (с 1820 г.)[7];
- диакон Михаил Шиловский (с 1829 г.). Дьячок Михаил Фёдоров (с 1807 г.), пономарь Александр Фёдоров (с 1813 г.)[6].
- Должность старосты храма с 1900 г. исполнял дворянин Николай Михайлович Наумов[7];
- Священник Пётр Александрович Петров (с 1905 г.)[7];
- Диакон Иван Кириллович Стёпов (с 1910 г., одновременно являлся и псаломщиком)[7];
- священник Андрей Андрианович Корнишин (до 2.1931 г.)[7];
- Последним священником был Александр Александрович Бельский (с 14.04.1935 до 12.1937) (расстрелян, реабилитирован Ульяновской областной прокуратурой в 1989 году)[6][7];

## Память
У церкви есть двойник — сохранившаяся Никольская церковь (1780 г.) в бывшей усадьбе Орловых в с. Семёновское (Ступинский район).
Колокол из Вознесенского храма до сих пор можно увидеть и услышать на башенке Дома Гончарова в Ульяновске.
В мае 2014 г. в рамках проекта «Культурное наследие зон затопления Куйбышевской и Саратовской ГЭС на территории Ульяновской области» состоялась экспедиция совместно с Первым каналом в бывшее село Головкино. Сюжет вышел на телеэкраны 20 мая в День Волги в программе «Доброе утро».

## Галерея

Двойник — церковь Николая Чудотворца (с. Семёновское).
Церковь Николая Чудотворца (с. Семёновское).
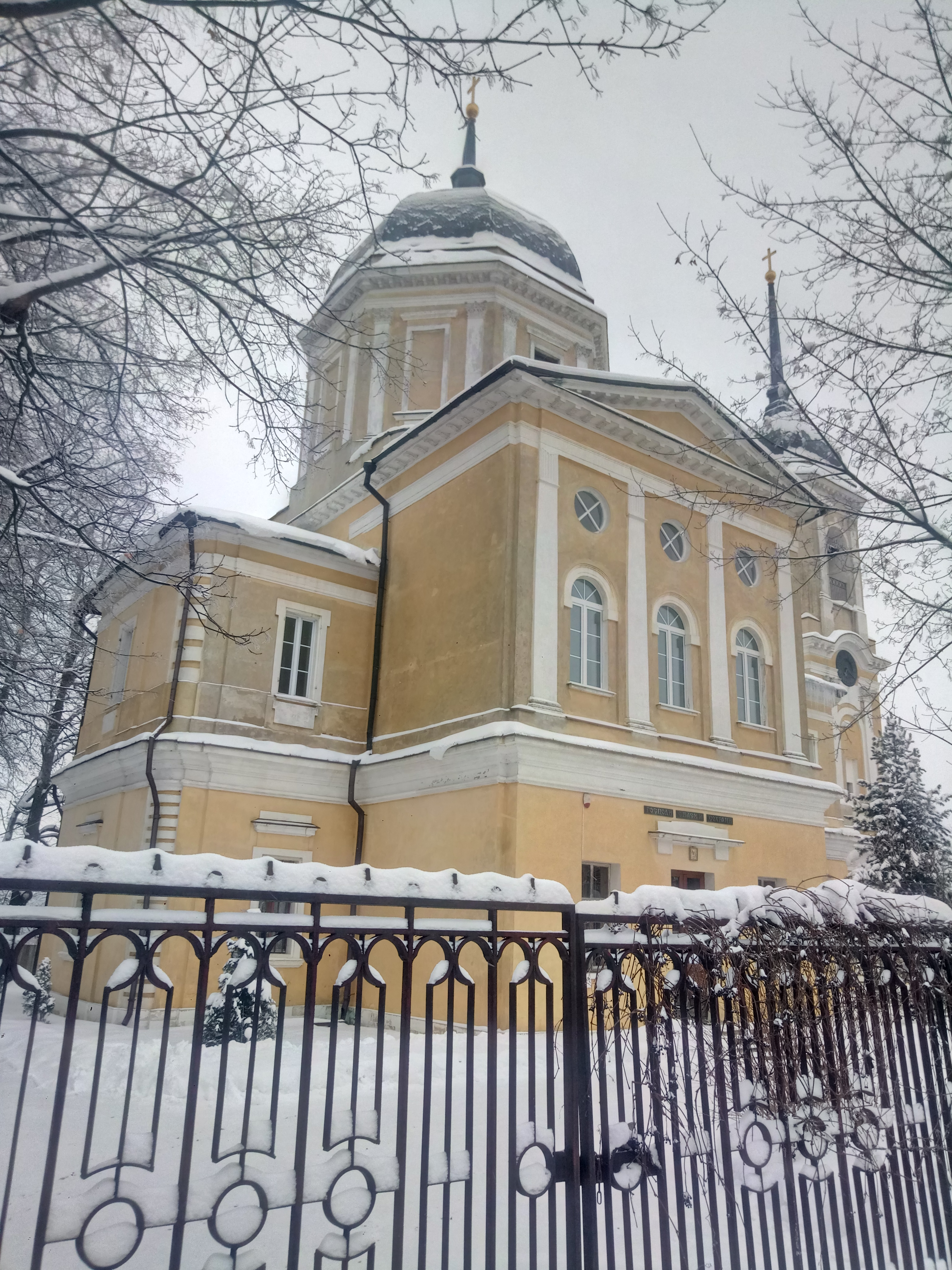
Церковь Николая Чудотворца (с. Семёновское).
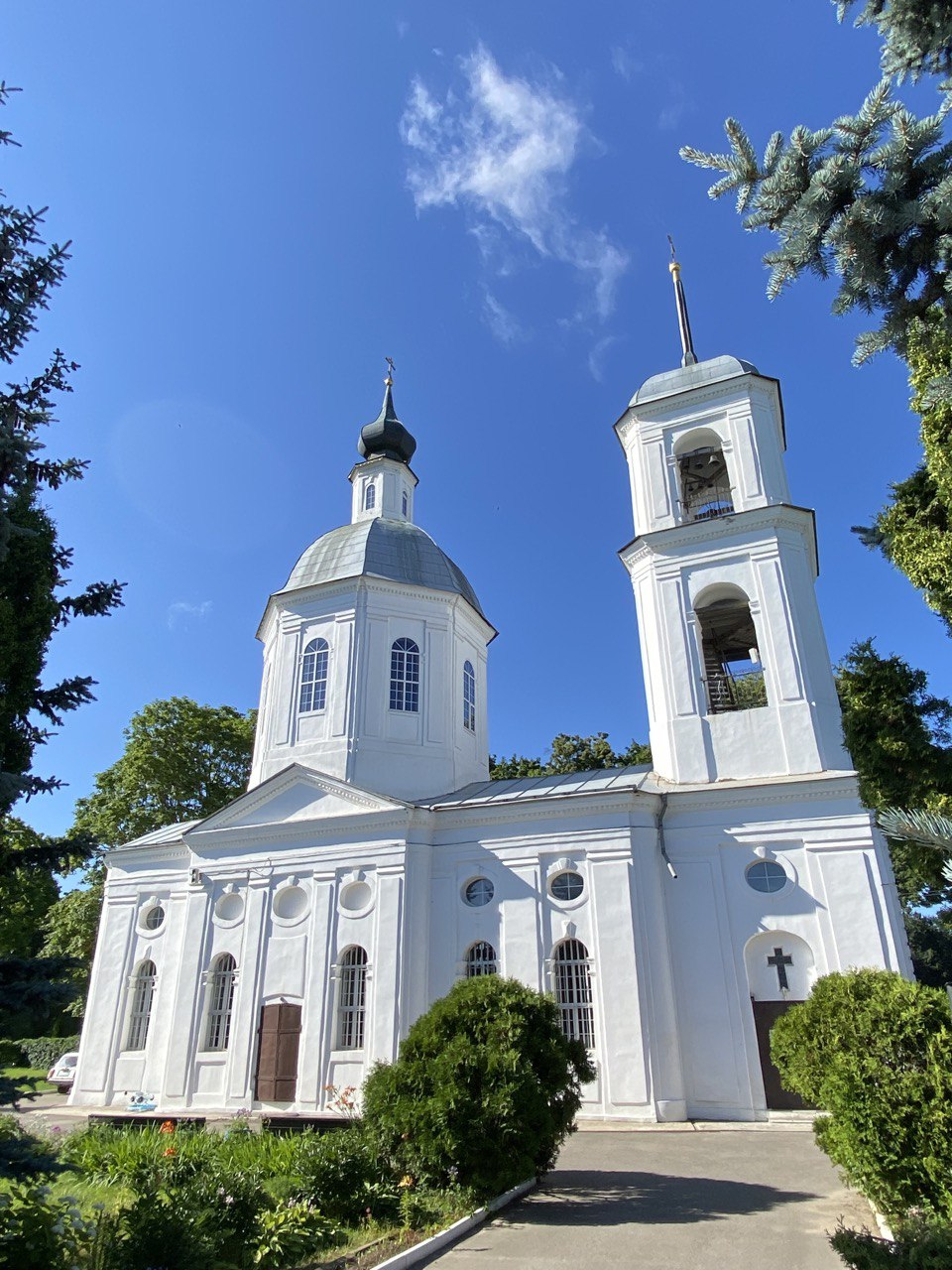
Храм Святых Бориса и Глеба в Белкине. Архитектор К. И. Бланк.